# マンチェスタ符号
マンチェスタ符号（マンチェスタふごう、英語: Manchester coding）とは伝送路符号の一種である。磁気記録方式においては位相符号化（いそうふごうか、英語: phase encoding、PE方式）とも言う。

## 概要

### 背景
符号名称の由来は、マンチェスター大学で開発されたコンピュータ・Manchester Mark Iにおいて、磁気ドラムメモリにデータを保存する方式として使用されたことによる。
この用途では位相符号化(PE方式)の名称で1600bpiの磁気テープによる磁気記録に広く使用されていたが、後に登場した6250bpiの磁気テープではマンチェスタ符号よりも効率的な群符号記録が主流となっている。
その後、マンチェスタ符号化は1990年代に10メガビット・イーサネット (IEEE 802.3)、2020年現在ではコンシューマIRプロトコル、RFID、近距離無線通信などで広く使用されている。

### 特徴
マンチェスタ符号では、各データビットを「高→低」「低→高」のいずれかで表現する。1ビットあたりに2つの信号レベルがあるため、Biphase(バイフェーズ, 二相)符号とも呼ばれる。
符号化された信号の直流成分(DCバイアス)はデータに依存しない。そのため、直流成分を伝達しない伝送路で信号を運ぶのに都合が良い。特にイーサネットなどの電気信号による接続では、誘導結合や容量結合が可能であり、1対1の簡易なパルストランスなどのネットワークアイソレータを使用して絶縁が容易である。
送受部の回路は単純な構成で実装しやすい。送信側は、二位相偏移変調(BPSK)の特殊なケースとして考えることができ、データ速度と同じ周波数を持つ矩形波の位相を制御することで信号を生成できる。受信側は、信号自体にクロックが含まれており（自己クロック信号）、クロックレートの2倍に相当する信号電圧の遷移が発生することが保証されているため、受信回路でクロック復元が容易に可能となっている。
一方で、送信データ量に対して2倍の周波数が必要なことから原理的に低周波信号用途となり、デジタル通信の高速化に伴って用いられなくなっている。こうした高速通信では周波数関連の困難な問題を引き起こす恐れがあることをシスコシステムズが指摘している。

## 動作
マンチェスタ符号は、以下の動作で信号を送出する。
- 各ビットは固定長の時間（周期）の間に送信される。
- 各ビットは、周期中央で「高→低」「低→高」いずれかのレベル遷移を起こすことで表現する。
- 周期開始時の遷移は事前処理(オーバーヘッド)であり、データを示すものではない。

### データ表現
ビット0・1の表現方法には、以下のように2つの流儀がある。

マンチェスタ符号の2種類の表現例

- ビット0を「低→高」、ビット1を「高→低」で表現するもの。1949年にG.E.トーマスが発表した初期のもので、アンドリュー・タネンバウム[4]らが採用している。

- ビット0を「高→低」、ビット1を「低→高」で表現するもの。初期のIEEE 802.3（イーサネット）やIEEE 802.4（トークンバス）などの標準規格に採用されたもので、ウィリアム・スターリングス（英語版）[5]らも採用している。

### 復号
受信した符号からは、以下のように簡易な論理演算でデータを抽出できる。
| データ |   | クロック |       | 符号  |
| ------ | - | -------- | ----- | ----- |
| 0      | = | 0        | XOR ⊕ | 0(低) |
| 0      | = | 1        | XOR ⊕ | 1(高) |
| 1      | = | 0        | XOR ⊕ | 1(高) |
| 1      | = | 1        | XOR ⊕ | 0(低) |

マンチェスタ符号では、各ビット周期の中間に必ず遷移があり、送信される情報によっては周期先頭にも遷移がある。各ビット周期中央のレベル遷移の方向がデータ内容を表す。周期先頭の遷移は情報を持たず、周期中央の高低の遷移を適切に行うためだけのものである。遷移の存在が保証されているため、信号自体がデータとクロックを同時に送信することができ、受信側もこれを適切なタイミングで解釈することができる。

## 差動マンチェスタ符号
前述のとおりマンチェスタ符号では2種の流儀があり、差動配線の入れ替えなどで信号の高低を反転させるとそれぞれ別の表現として解釈されてしまうため、信号の極性に留意する必要がある。
これを克服するために、高低レベルを反転させても同じビット列として解釈できるように改良したものを差動マンチェスタ符号と呼ぶ。F2F (frequency/double frequency), Aiken biphase, CDP (conditioned diphase) などとも呼ばれる。データは信号レベル遷移の方向ではなく、遷移の有無によって表現されるため、信号の極性を知る必要がない。
主な実装として以下のものがある。
1. 周期中央で必ず遷移し、ビット0を「周期境界で遷移なし」、ビット1を「周期境界で遷移あり」と表現するもの。
2. 周期中央で必ず遷移し、ビット0を「周期境界で遷移あり」、ビット1を「周期境界で遷移なし」と表現するもの。
3. 周期境界で必ず遷移し、ビット0を「周期中央で遷移なし」、ビット1を「周期中央で遷移あり」と表現するもの。Biphase Mark Code (BMC)、FM符号などと呼ばれる。

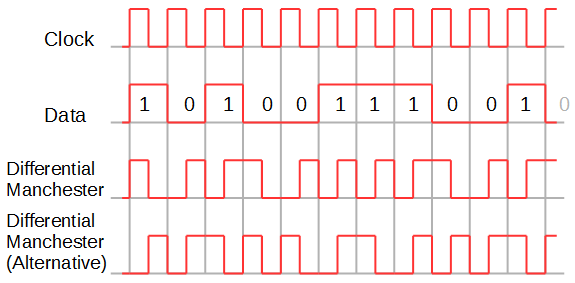
実装例1, 2

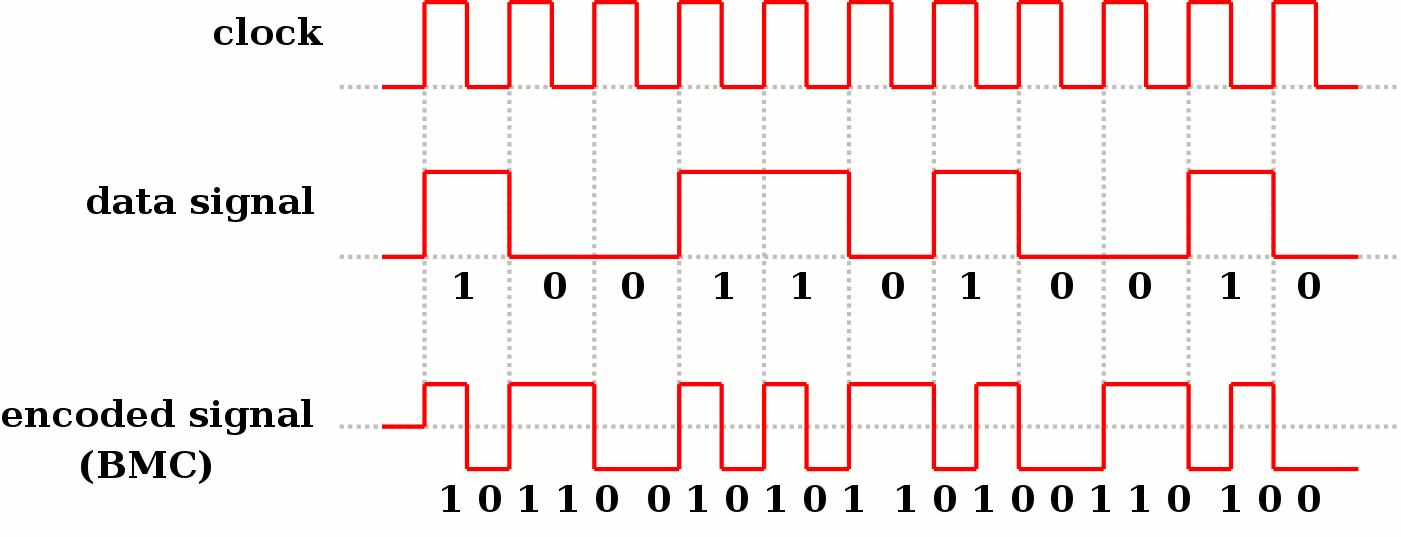
実装例3: BMC, FM符号

実装例4: FM0符号

4. 周期境界で必ず遷移し、ビット0を「周期中央で遷移あり」、ビット1を「周期中央で遷移なし」と表現するもの。Biphase Space Code、FM0符号などと呼ばれる。トークンリング(IEEE 802.5)で使われる。